# Lethal Enforcers II: Gunfighters
Lethal Enforcers II: Gunfighters est un jeu vidéo de type rail shooter développé et édité par Konami, sorti en 1994 sur borne d'arcade, Mega Drive et Mega-CD. Il a aussi été porté sur PlayStation en 1997 dans une compilation regroupant Lethal Enforcers et  Lethal Enforcers II. Une autre suite a été réalisée bien qu'elle soit très différentes des deux premiers épisodes, il s'agit de Lethal Enforcers 3.
Le jeu prend place durant la conquête de l'Ouest américain.